# 洪碩九
洪碩九（韓語：홍석구），韓國電視劇導演。

## 作品

### 電視劇
- 2004年：KBS《我的寶貝子女》
- 2007年：KBS《讓我們幸福的幾個問題》
- 2009年：KBS《慶淑，慶淑的爸爸》
- 2009年：KBS《傳說的故鄉》
- 2010年：KBS《Drama Special－紅色糖果》
- 2010年：KBS《瑪莉外宿中》
- 2011年：KBS《Drama Special－為了兒子（朝鲜语：아들을 위하여）》
- 2012年：KBS《加油，金先生！》
- 2014年：KBS《黃金交叉》
- 2017年：KBS《完美的妻子》
- 2017年：KBS《內衣少女時代》
- 2018年：KBS《我唯一的守護者》
- 2020年：KBS《Oh！三光公寓！》
- 2024年：KBS《美女與純情男》

### 製作作品
- 2010年：KBS《Drama Special－紅色糖果》
- 2015年：KBS《蒙面檢察官》

### 總製作作品
- 2015年：KBS《拜託了，媽媽》
- 2016年：KBS《白熙回來了》

## 外部連結
- NAVER搜索 （页面存档备份，存于）